# Cathédrale de Guildford
La cathédrale de Guildford est la cathédrale anglicane de Guildford, en Angleterre. Elle est la seule cathédrale anglicane construite sur un nouveau site dans la province méridionale de l'Angleterre depuis la Réforme anglaise.
Guildford a été dotée d'un diocèse à part entière en 1927, et sa nouvelle cathédrale, conçue par Sir Edward Maufe, a été édifiée neuf ans plus tard, avec la première pierre posée par l'archevêque de Canterbury Cosmo Lang en 1936. 
Sa construction a été interrompue par la Seconde Guerre mondiale entre 1939 et 1952, et elle ne fut consacrée qu'en mai 1961. Dans l'intervalle, l'église de la Sainte-Trinité a été pro-cathédrale.

## Source de traduction
- (en) Cet article est partiellement ou en totalité issu de l’article de Wikipédia en anglais intitulé « Guildford Cathedral » (voir la liste des auteurs).